# جو تانگ سوپ
جو تانگ سوپ (انگلیسی: Jo Tong-sop؛ زادهٔ ۱ مهٔ ۱۹۵۹) یک بازیکن فوتبال و مربی اهل کره شمالی است.